# Gabriela Zavala
Gabriela Zavala Irias (San Pedro Sula, 1985) è una modella honduregna.
Ha rappresentato l'Honduras in occasione del concorso di Miss Terra 2004 che si è tenuto il 24 ottobre 2005 a Quezon, dove la modella è riuscita ad arrivare fra le otto finaliste, da cui poi è uscita la vincitrice Priscilla Meirelles, e a ottenere il titolo di Best National Costume.
Nel 2008 è stata selezionata per rappresentare la propria nazione a Miss Mondo 2008, che si è tenuto il 13 dicembre 2008 a Johannesburg, in Sudafrica. In questa occasione, però, la modella non è riuscita ad andare oltre alle fasi preliminari del concorso, che alla fine è stato vinto da Ksenija Suchinova.